# Parvithracia fragilissima
Parvithracia fragilissima är en musselart som beskrevs av B.A. Marshall 2002. Parvithracia fragilissima ingår i släktet Parvithracia och familjen Thraciidae. Inga underarter finns listade i Catalogue of Life.